# Jane Wymark
Jane Wymark, angleška igralka, * 31. oktober 1952, London, Anglija.
Njen oče je bil znan igralec Patrick Wymark. Wymarkova je najbolj poznana po vlogi Morwenne Chynoweth Whitworth v nadaljevanki Poldark 2 iz 70. let. Širšemu občinstvu je sicer poznana po vlogi Joyce Barnaby v britanski kriminalni nanizanki Umori na podeželju. Vlogo Joyce igra že od leta 1997. Nastopila je tudi v nekaterih britanskih televizijskih dramah, med drugim The bass player and the blonde, Frostov dotik, Dangerfield, Lovejoy in Pie in the Sky. Odigrala je tudi vlogo Jill Mason v Equus.